# Viện hàn lâm Khoa học và Nghệ thuật Thu âm Quốc gia
Viện hàn lâm Khoa học và Nghệ thuật Thu âm Quốc gia, hay Viện hàn lâm Thu âm (tiếng Anh: National Academy of Recording Arts and Sciences; The Recording Academy; NARAS) là một tổ chức của các nhạc sĩ, nhà sản xuất, kỹ sư thu âm và các hãng ghi âm Hoa Kỳ. Viện hàn lâm Thu âm được thành lập năm 1957, là tổ chức lập ra và trao giải Grammy. Viện có trụ sở tại Santa Monica, California, hiện chủ tịch của Viện là Neil Portnow.
Năm 1997, Viện hàn lâm Thu âm lập ra Viện hàn lâm Khoa học và Nghệ thuật Thu âm Latinh, tổ chức trao giải Giải Grammy Latin. Michael Greene là nhà sáng lập và là chủ tịch đầu tiên của giải Grammy Latin.

## Lịch sử

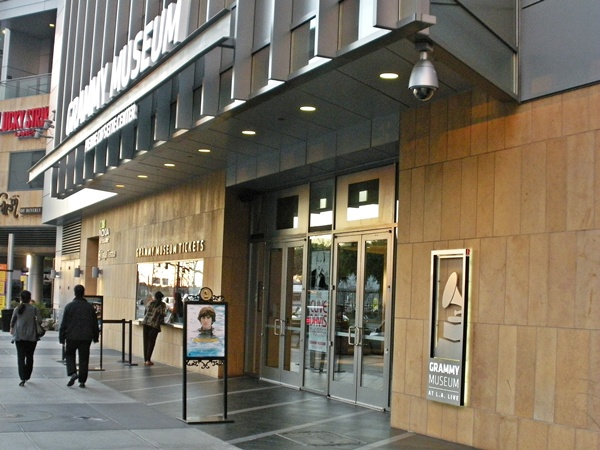
Lối vào Bảo tàng Grammy tại L.A. Live

Viện có nguồn gốc từ dự án Đại lộ Danh vọng Hollywood đầu thập niên 1950. Viện thương mại Hollywood nhờ cậy sự giúp đỡ của các đồng nghiệp trong ngành công nghiệp thu âm trong việc biên tập một danh sách nhân vật trong ngành thương mại âm nhạc được vinh danh tại Đại lộ Danh vọng. Một ủy ban âm nhạc do các đồng nghiệp này lập nên đã thực hiện một danh sách, nhưng khi thực hiện, họ nhận ra nhiều người tài năng khác không đủ để được công nhận một ngôi sao trên Đại lộ. Ủy ban này bao gồm Jesse Kaye từ MGM Records; Lloyd Dunn và Richard Jones từ Capitol Records; Sonny Burke và Milt Gabler từ Decca Records; Dennis Farnon từ RCA Records; và Axel Stordahl, Paul Weston và Doris Day từ Columbia Records. Đây cũng là khởi đầu của Viện hàn lâm Thu âm và Giải Grammy.